# Arrabidaea chica
Arrabidaea chica är en katalpaväxtart som först beskrevs av Alexander von Humboldt och Aimé Bonpland, och fick sitt nu gällande namn av Jean Baptiste Verlot. Arrabidaea chica ingår i släktet Arrabidaea och familjen katalpaväxter. Inga underarter finns listade i Catalogue of Life.